# Козакова нива (пам'ятка природи)
Козако́ва Ни́ва — зоологічна пам'ятка природи місцевого значення в Україні. Розташована на території Ковельського району Волинської області, на північний схід від села Турія. 
Площа 0,8 га. Статус присвоєно згідно з розпорядженням облвиконкому від 26.09.1977 року № 468-р. Перебуває у віданні ДП «Турійське ЛГ» (Мокрецьке лісництво, кв. 39, вид. 18). 
Статус присвоєно для збереження ділянки мішаного лісу, де гніздиться лелека чорний — рідкісний вид, занесений до Червоної книги України.

## Галерея

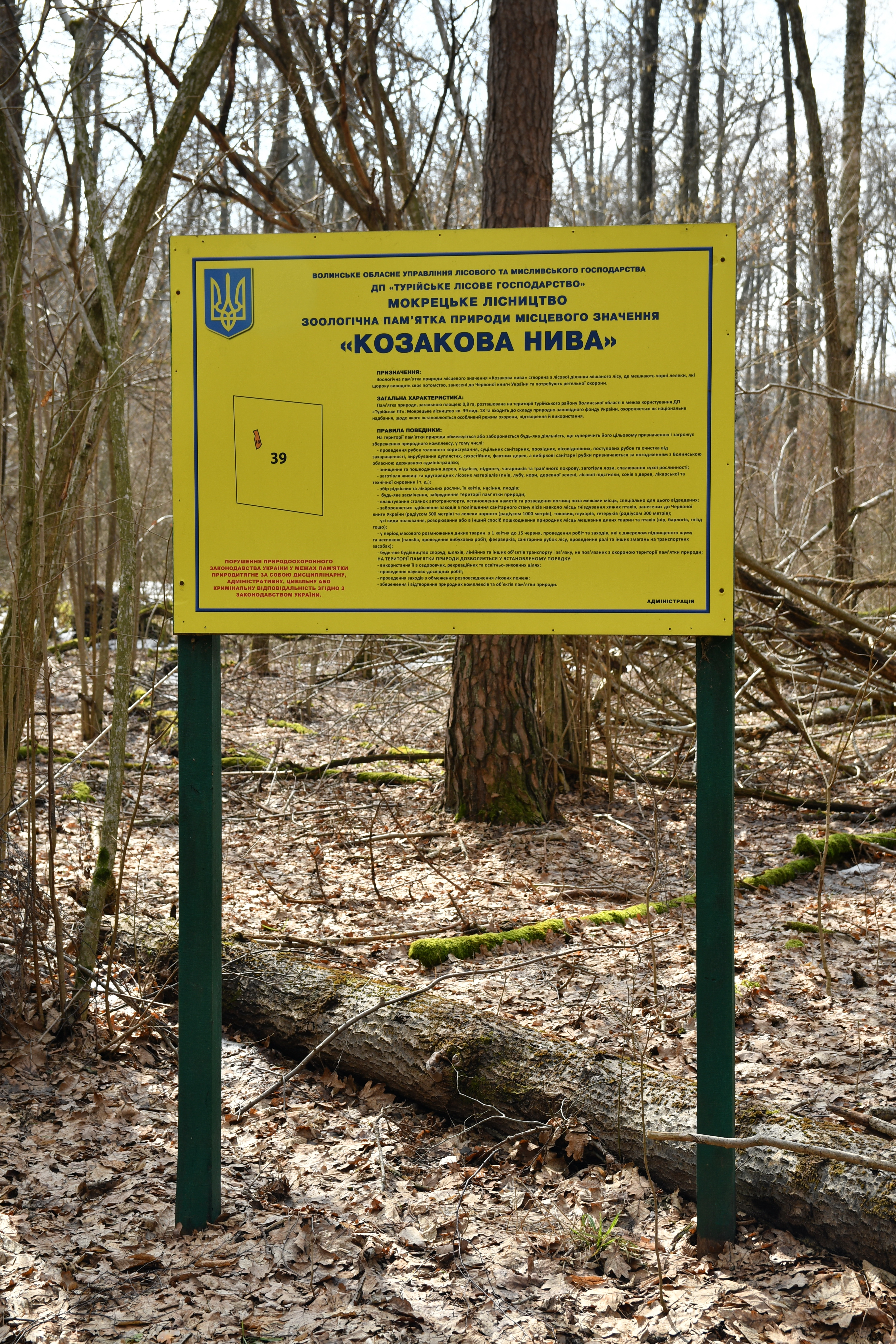
Інформаційна дошка
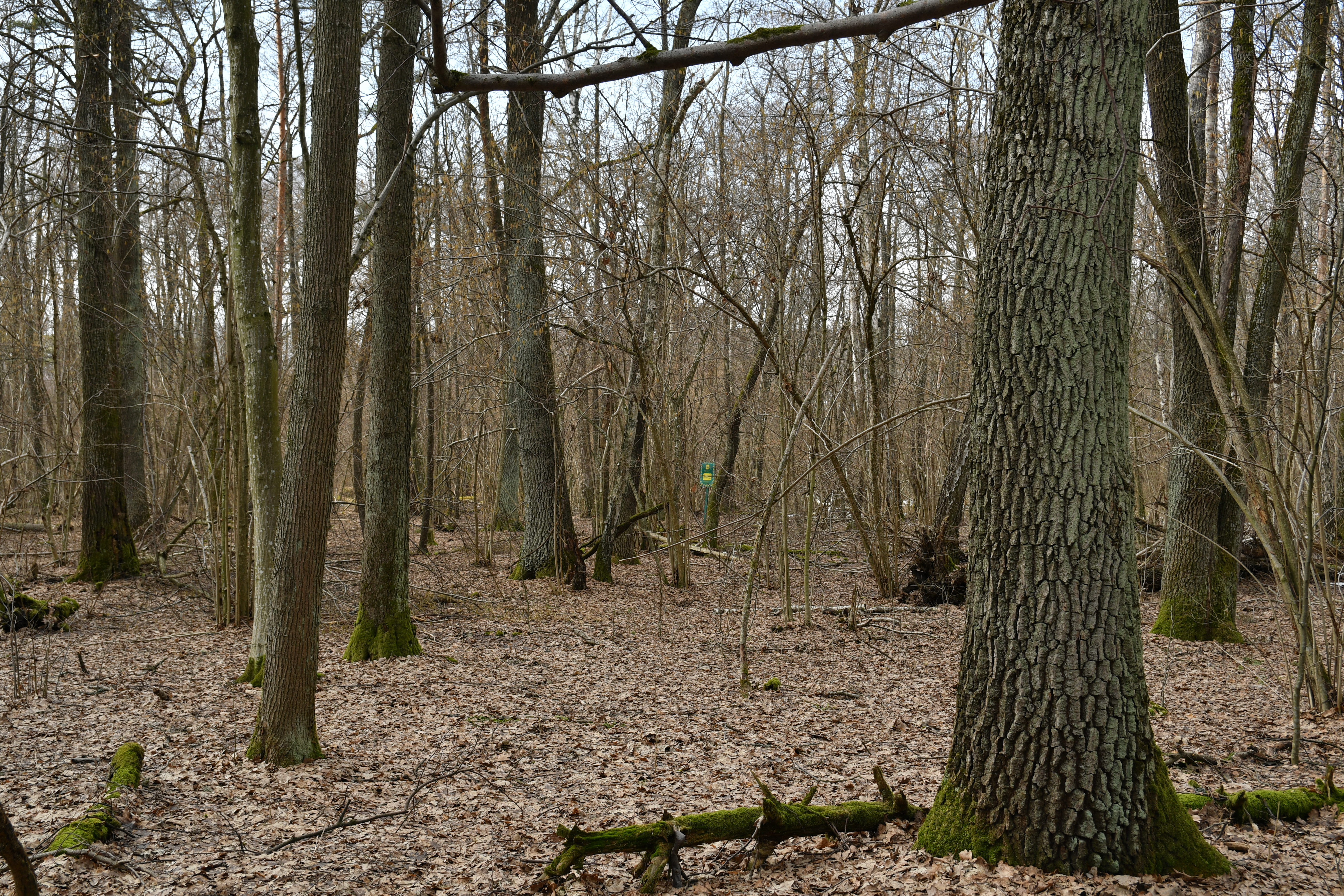
Загальний вигляд
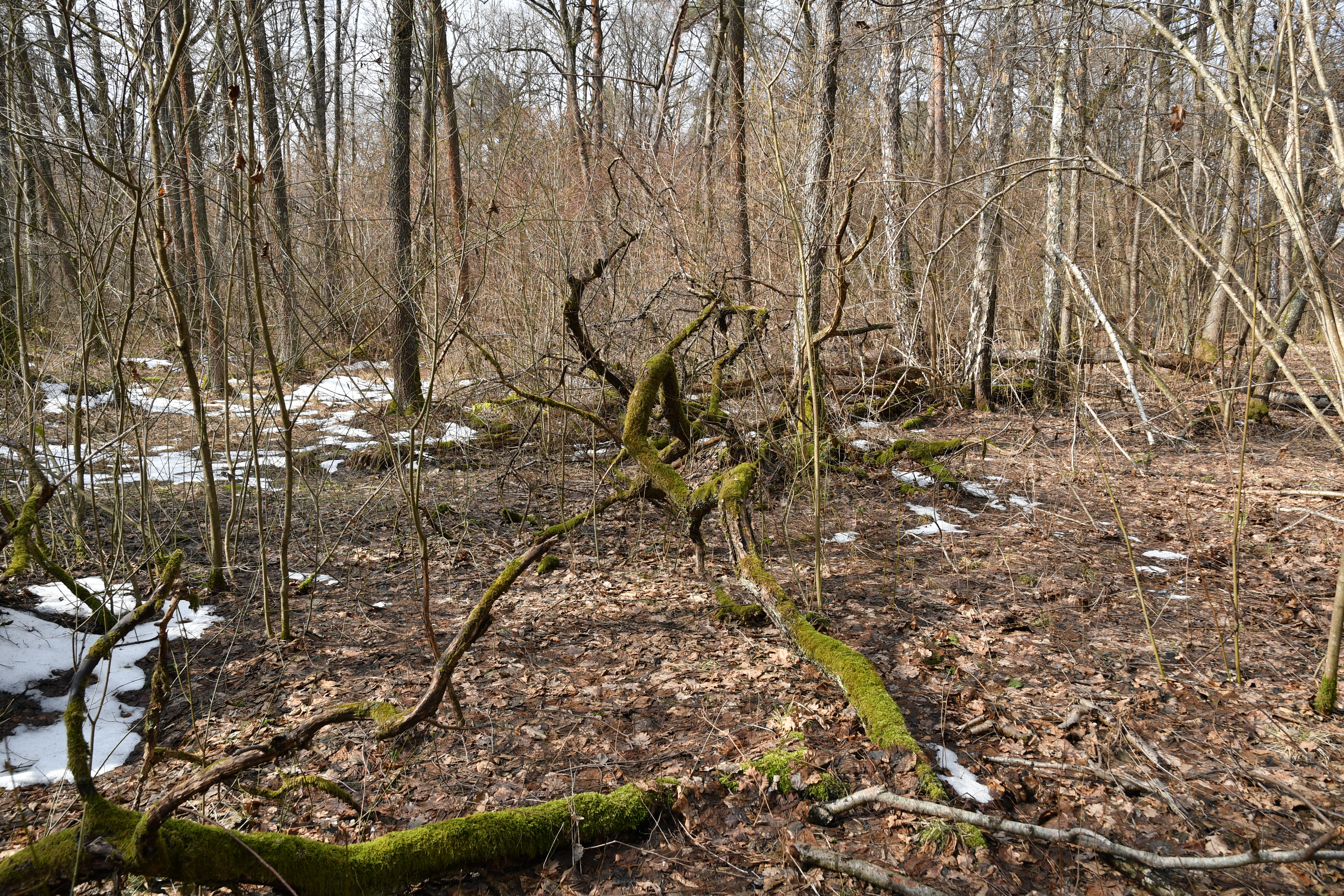
Загальний вигляд
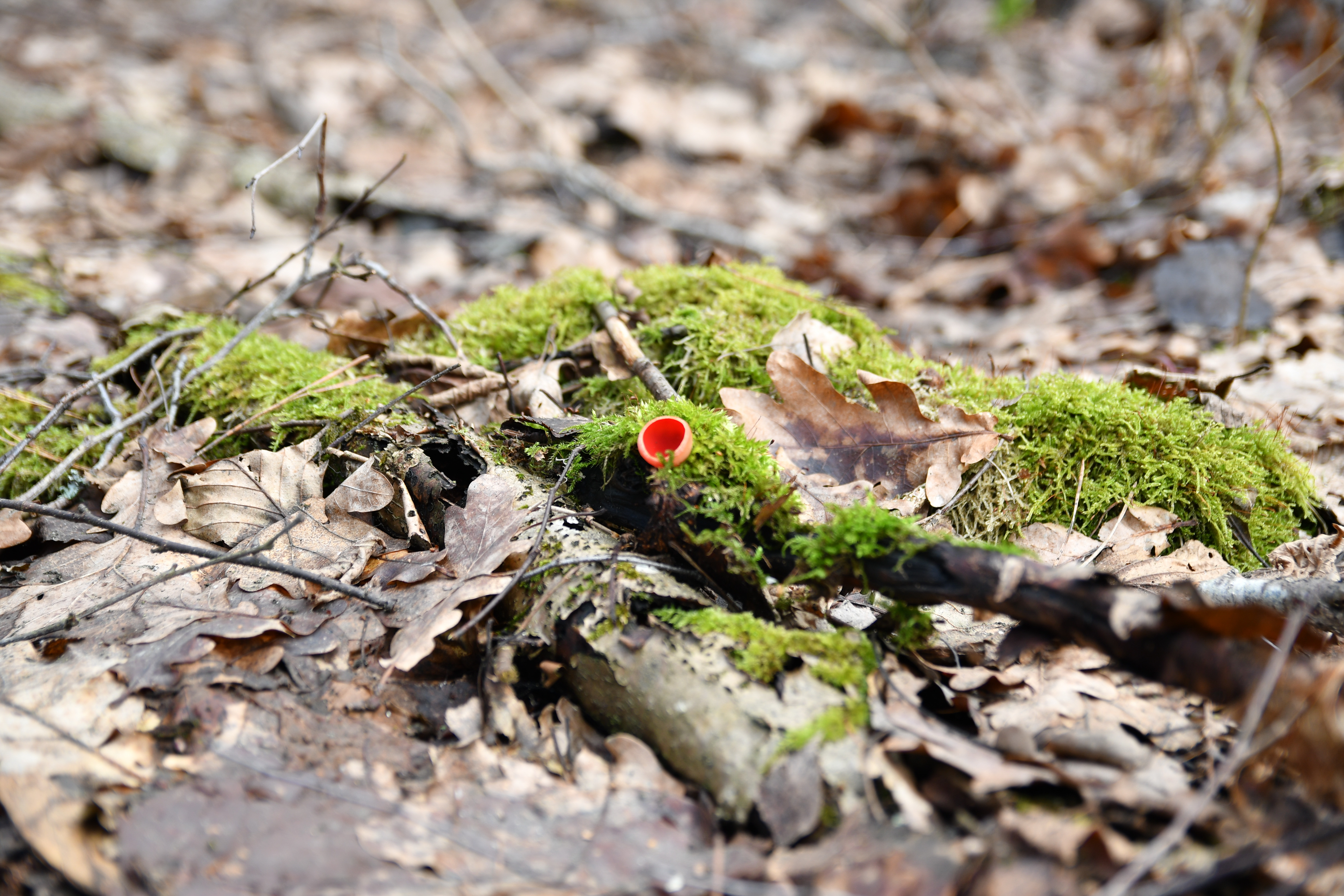
Саркосцифа червона